# Olle Wessberg
Nils Olof Hugo Wessberg, född 15 juli 1919 i Eberswalde, Preussen, Tyska riket, död 1975 (mördad), var en svensk militär, frisksportare och vegetarian.

## Biografi
1944 blev Wessberg officer vid Skaraborgs regemente (P 4) i Skövde. Han gjorde sig känd som aktiv frisksportare och strikt vegetarian. Han tjänstgjorde som plutonchef i fredsorganisationen, och det var inte ovanligt att han belönade sina soldaters ansträngningar med grovt hårt bröd, gärna med honung. Som frisksportare hade han flera proselyter bland officerare och underofficerare inom Skövde garnison.
Han avgick ur aktiv tjänst 1951 och övergick i P 4-reserv. Med sin fru, danska Karin Mogensen, flyttade han till Costa Rica, där han mördades 1975.
1999 spelade Nordisk Tonefilm A/S i Danmark in en film med namnet "Et hjörne av paradis" (Svensk titel "En doft av paradiset") med Samuel Fröler och Trine Pallesen, med historien om Olle Wessbergs liv som grund. Filmen hade premiär 26 mars 1999 i Sverige har dessutom visats två gånger på TV4 under 2002. Wessberg blev i filmen en adlig botaniker, och dessutom officer på Skånska dragonregementet (P 2) (då i Helsingborg). 
Efter mordet fortsatte hans änka hans verk i Costa Rica. Officerskåren på P 4 skickade henne ett mindre underhåll. Hon förblev en av Costa Ricas ledande miljökämpar och vid sin död 1994 fick hon en nationalpark, "The Karin Mogenson National Reserve" på Nicoya-halvön, uppkallad efter sig. 